# Taça 147 Anos de Juiz de Fora
A Taça 147 Anos de Juiz de Fora foi uma taça amistosa disputada em jogo único no dia 15 de junho de 1997 entre as equipes cariocas do Botafogo e Flamengo em comemoração aos 147 anos da cidade mineira de Juiz de Fora[carece de fontes?] O jogo serviu também como um preparatório de ambas equipes para a disputa do Campeonato Brasileiro daquele ano.
Foi a primeira vez que o Clássico da Rivalidade foi disputado na cidade.
Ao final dos 90 minutos, a partida terminou empatada em 0 a 0. Conforme previsto no regulamento, o título do torneio foi, então, decidido no cara ou coroa. Michel Assef, vice-presidente de futebol do Flamengo à época, escolheu "cara" e deu sorte. O Flamengo levantou, assim, mais um troféu para a sua coleção.

## Ficha Técnica da Partida
| 15 de Junho de 1997 | Flamengo | 0 – 0 *  | Botafogo | Estádio Municipal Radialista Mario Helênio (Juiz de Fora-MG) Público: 7.307 pagantes (9.000 presentes) Árbitro: Cléver Assunção Gonçalves |
|                     |          | Detalhes |          | |

- Com o empate, a taça foi decidida no cara ou coroa, e o Flamengo sagrou-se vencedor.[1]

|  | Flamengo | Botafogo |

| G               | 1  | Júlio César             |                               |                               |
| LD              | 14 | Leandro Neto            |                               | a'                            |
| Z               | 3  | Luiz Alberto            | Penalizado com cartão amarelo |                               |
| Z               | 4  | Fabiano                 |                               |                               |
| LE              | 6  | Léo Inácio              |                               |                               |
| V               | 8  | Jamir                   |                               |                               |
| V               | 5  | Jorginho                | Penalizado com cartão amarelo | b'                            |
| M               | 11 | Evandro Chaveirinho     |                               |                               |
| M               | 7  | Maurinho                |                               | c'                            |
| M               | 10 | Iranildo                |                               | d'                            |
| A               | 9  | Lúcio Bala              |                               | e'                            |
| Substituições:  |    |                         |                               |                               |
| LD              | 14 | Fábio Baiano            | a'                            |                               |
| Z               |    | Bruno Quadros           | b'                            | Penalizado com cartão amarelo |
| M               |    | Marcelo Ribeiro         | e'                            |                               |
| A               |    | Marco Aurélio Jacozinho | c'                            |                               |
| A               |    | Lê                      | d'                            |                               |
| Treinador:      |    |                         |                               |                               |
| Sebastião Rocha |    |                         |                               |                               |

| G              | 1  | Wagner              |                               |    |
| LD             | 2  | Wilson Goiano       |                               |    |
| Z              | 3  | Grotto              | Penalizado com cartão amarelo |    |
| Z              | 4  | Jorge Luiz          |                               |    |
| LE             | 6  | Jéfferson           | Penalizado com cartão amarelo |    |
| V              | 7  | Pingo               |                               | a' |
| V              | 5  | Marcelinho Paulista |                               |    |
| M              | 8  | Djair               | Penalizado com cartão amarelo |    |
| M              | 10 | Ailton              |                               |    |
| A              | 9  | Dimba               |                               |    |
| A              | 11 | Bentinho            |                               |    |
| Substituições: |    |                     |                               |    |
| A              | '  | Sorato              | a'                            |    |
| Treinador:     |    |                     |                               |    |
| Joel Santana   |    |                     |                               |    |

## Premiação
| Taça 147 Anos de Juiz de Fora |
| Rio de Janeiro                |
| ----------------------------- |
| FLAMENGO Campeão (1º título)  |